# تيري لي (لاعب كرة قاعدة)
تيري لي (بالإنجليزية: Terry Lee)‏ هو لاعب كرة قاعدة أمريكي، ولد في 13 مارس 1962 في سان فرانسيسكو في الولايات المتحدة.

## وصلات خارجية
- تيري لي على موقعبيزبول رفرنس.كوم (الدوري الرئيسي) (الإنجليزية)